# Квебек (град)
Квебек (на френски: La ville de Québec, също Куебек, на френски Кебек) е столицата на канадската френскоезична провинция Квебек.
Градът е разположен около устието на река Сейнт Лорънс. Население 528 595 жители (2005), с предградията – около 717,6 хил. души.
В отличие от Монреал жителите с роден английски език са много малко – около 2%, докато тези с роден испански са 3%. Френският е роден език за 94,8% от жителите на града, едва около 15% знаят английски език на добро ниво. Над 90% от гражданите изповядват католицизъм.
Сред главните забележителности на града е „Замъкът Фронтенак“ – хотел, построен в края на 19 век в стил Късно Средновековие.
Въпреки близостта до Атлантическия океан климатът в града е континентален, със студена зима и топло лято.

## Побратимени градове
- Бейрут, Ливан[1]
- Бордо, Франция – (1962)[2][3][4]
- Калгари, Канада – (1956)[4]
- Намюр, Белгия – (1999)[4]
- Уагадугу, Малави – (2000)[4]
- Сиан, Китай – (2001)[4]
- Санкт Петербург, Русия – (2002)[4]
- Париж, Франция – (2003)[4]
- Пеканбару, Индонезия – (2005)[4]